# اردک سوت‌زن سیاه‌نوک
اردک سوت‌زن سیاه‌نوک یا اردک سوت‌زن کوبایی (نام علمی: Dendrocygna arborea) گونه‌ای اردک سوت‌زن است که در کارائیب زندگی می‌کند.
اردک‌های سوت‌زن سیاه‌نوک در گسترهٔ بزرگی از آمریکای میانی پراکنده هستند. جمعیت بزرگی از آن‌ها برای تخم‌گذاری به باهاما می‌روند و جمعیت‌های کوچکتری به کوبا، جزایر کیمن، آنتیگوا و باربودا، و جامائیکا. این اردک بسیار کم مهاجرت می‌کند و جز جابجایی‌های محلی، کمتر فاصله‌های ۱۰۰ کیلومتر به بالا را طی می‌کند. آن‌ها درون حفره‌های درختان، شاخه‌ها، و خوشه‌های درختان آناناس تخم‌گذاری می‌کنند. در هر آشیانه به طور معمول ۱۰-۱۶ تخم وجود دارند.
این اردکها بیشتر شب‌زی هستند و علاقه به پنهان شدن دارند. آن‌ها در باتلاقها، و جنگل‌های حرا زندگی می‌کنند؛ جاهایی که در آن‌ها از ریشه گیاهان و میوه بعضی درختان چون نخل شاهی تغذیه می‌کنند.